# Edizioni di Tú sí que vales (Spagna)
Lista completa di tutte le edizioni della versione spagnola di Tú sí que vales
| Edizione | Inizio            | Finale           | Vincitore                         | Presentatori                                 | Giudici fissi                                   | Giudici popolari | Media ascolti     |
| -------- | ----------------- | ---------------- | --------------------------------- | -------------------------------------------- | ----------------------------------------------- | ---------------- | ----------------- |
| 1ª       | 1º gennaio 2008   | 10 gennaio 2008  | Santiago Segura (cantante lirico) | Christian Gálvez Anna Simon Miguel "Sevilla" | Risto Mejide José Corbacho Eduardo Gómez Merche |                  | 3.006.000 (21,8%) |
| 2ª       | 25 gennaio 2008   | 8 febbraio 2008  | Miriam Fernández                  | Christian Gálvez Anna Simon Miguel "Sevilla" | Risto Mejide José Corbacho Eduardo Gómez Merche |                  | 2.438.000 (17,9%) |
| 3ª       | 15 febbraio 2008  | 29 febbraio 2008 | Alberto Ortiz (beatboxer)         | Christian Gálvez Anna Simon Miguel "Sevilla" | Risto Mejide José Corbacho Eduardo Gómez Merche |                  | 2.728.000 (20,9%) |
| 4ª       | 7 marzo 2008      | 28 marzo 2008    | Tony e Daniel (violoncellisti)    | Christian Gálvez Anna Simon Miguel "Sevilla" | Risto Mejide José Corbacho Eduardo Gómez Merche |                  | 2.556.000 (20,8%) |
| 5ª       | 25 aprile 2008    | 16 maggio 2008   | Manolo Carambolas (mimo)          | Christian Gálvez Anna Simon Miguel "Sevilla" | Risto Mejide José Corbacho Eduardo Gómez Merche |                  | 2.043.000 (17,1%) |
| 6ª       | 23 maggio 2008    | 6 giugno 2008    | Rosa (casalinga)                  | Christian Gálvez Anna Simon Miguel "Sevilla" | Risto Mejide José Corbacho Eduardo Gómez Merche |                  | 2.123.000 (18,6%) |
| 7ª       | 13 giugno 2008    | 4 luglio 2008    | Luis Malabara (Maestro di Diablo) | Christian Gálvez Anna Simon Miguel "Sevilla" | Risto Mejide José Corbacho Eduardo Gómez Merche |                  | 1.678.000 (16,2%) |
| 8ª       | 11 luglio 2008    | 25 luglio 2008   | Alberto Ortiz (Beatboxer)         | Christian Gálvez Anna Simon Miguel "Sevilla" | Risto Mejide José Corbacho Eduardo Gómez Merche |                  | 1.345.000 (16,6%) |
| 9ª       | 29 settembre 2009 | 10 ottobre 2009  |                                   | Christian Gálvez Anna Simon Miguel "Sevilla" | Risto Mejide José Corbacho Eduardo Gómez Merche |                  | 2.168.000 (15,1%) |
| 10ª      | 20 ottobre 2009   | 4 novembre 2009  |                                   | Christian Gálvez Anna Simon Miguel "Sevilla" | Risto Mejide José Corbacho Eduardo Gómez Merche |                  | 1.916.000 (14,8%) |
| 11ª      | 18 novembre 2009  | 2 dicembre 2009  |                                   | Christian Gálvez Anna Simon Miguel "Sevilla" | Risto Mejide José Corbacho Eduardo Gómez Merche |                  | 1.848.000 (14,6%) |
| 12ª      | 9 dicembre 2009   | 23 dicembre 2009 |                                   | Christian Gálvez Anna Simon Miguel "Sevilla" | Risto Mejide José Corbacho Eduardo Gómez Merche |                  | 1.476.000 (12,7%) |
| 13ª      | 2 ottobre 2011    | 29 novembre 2011 | Kulbik (gruppo di mimi)           | Christian Gálvez Anna Simon Miguel "Sevilla" | Risto Mejide José Corbacho Eduardo Gómez Merche |                  | 2.644.000 (17,6%) |
| 14ª      | 6 dicembre 2011   | 17 gennaio 2012  | Dinamic (gruppo acrobatico)       | Christian Gálvez Anna Simon Miguel "Sevilla" | Risto Mejide José Corbacho Eduardo Gómez Merche |                  | 2.845.000 (18,5%) |
| 15ª      | 24 gennaio 2012   | 29 febbraio 2012 | Santi y sus caballos              | Christian Gálvez Anna Simon Miguel "Sevilla" | Risto Mejide José Corbacho Eduardo Gómez Merche |                  | 2.401.000 (16,6%) |
| 16ª      | 3 febbraio 2013   | 17 marzo 2013    |                                   | Christian Gálvez Anna Simon Miguel "Sevilla" | Risto Mejide José Corbacho Eduardo Gómez Merche |                  | 1.792.000 (11,4%) |
| 17ª      | 24 marzo 2013     | 12 maggio 2013   | Sislena Caparrosa (cantante)      | Christian Gálvez Anna Simon Miguel "Sevilla" | Risto Mejide José Corbacho Eduardo Gómez Merche |                  | 1.706.000 (11,2%) |
| 18ª      | 10 gennaio 2017   | 1º marzo 2017    | Flagman (acrobata)                |                                              |                                                 |                  |                   |